# Fernand Jaccard
Fernand Alfred Jaccard (La Chaux-de-Fonds, 1907. október 8. – Lutry, Vaud kanton, 2008. április 15.) svájci labdarúgófedezet, edző.